# Prezidentské volby v Gabonu v roce 2009

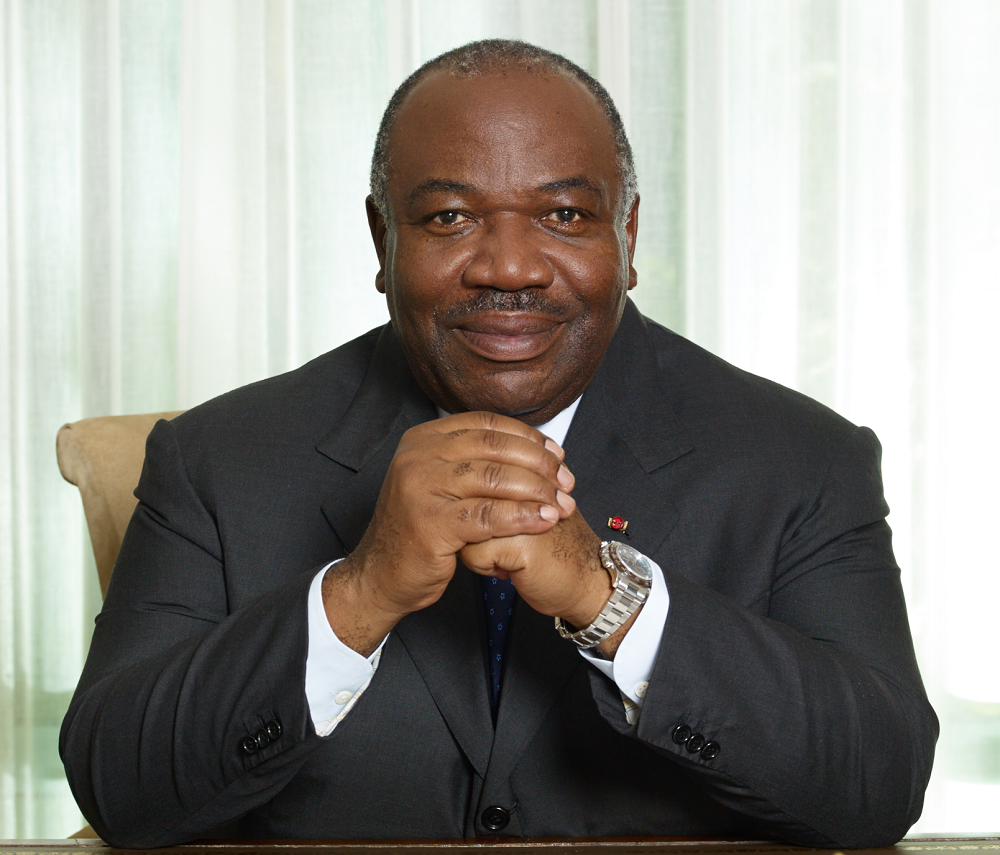
Vítěz prezidentských voleb Ali Bongo Ondimba

Předčasné prezidentské volby v Gabonu se konaly 30. srpna 2009. Konaly se z důvodu úmrtí prezidenta Omara Bonga dne 8. června 2009, který zemřel během výkonu své funkce. Podle ústavy se prozatímní prezidentkou stala Rose Francine Rogombé, která měla dle práva uspořádat prezidentské volby do třiceti až pětačtyřiceti dní. Ústavní soud však souhlasil s vládní žádostí o odklad voleb, kvůli nastalým okolnostem vyšší moci.
Původně bylo schváleno 23 kandidátů, ovšem šest z nich těsně před konáním voleb odstoupilo. Přes velký počet kandidátů byli pouze tři z nich považováni za favority voleb. Byli jimi Ali Bongo Ondimba, syn zemřelého prezidenta a kandidát vládnoucí strany Gabonské demokratické strany (PDG), Pierre Mamboundou, vůdce opozice, kterého ve volbách podpořila koalice stran a André Mba Obame, dřívější člen PDG, který kandidoval jako nezávislý kandidát a získal podporu několika dalších kandidátů.
Podle oficiálních výsledků oznámených dne 3. září 2009 zvítězil ve volbách Ali Bongo Ondimba se ziskem 41,7 % hlasů. Příznivci opozice reagovali na výsledky voleb násilně.

## Příprava voleb a politické pozadí
Po smrti Omara Bonga zprávy naznačovaly, že vzhledem k nutnosti aktualizovat seznam voličů, se nemusí stihnout konání voleb do 45 dní, jak nařizovala ústava. Dne 20. června 2009 oznámila prozatímní prezidentka Rogombé, že přípravy na volby budou zahrnovat „rozsáhlou konzultaci s aktivními silami národa“, a že její rozhodnutí budou učiněna „pod trojí pečetí ústavy, konzultací a konsensu“. I předseda vlády Jean Eyeghé Ndong v rozhovoru 22. června připustil, že přípravy na volby budou trvat déle než 45 dní. Podle ústavy Gabonu je v případě vyšší moci přípustné, aby nebyla lhůta pětačtyřiceti dní dodržena. Ve stejném rozhovoru Ndong připustil, že zváží svou kandidaturu, pokud získá pocit, že má dostatečnou podporu.
Rogombé jednala 23. června o konání voleb s vůdci koalice Prezidentská většina a následujícího dne s předsedy opozičních stran. Jeden z předních vůdců opozice, Zacharie Myboto z Gabonské unie pro demokracii a rozvoj (UGDD) řekl, že je fyzicky nemožné dodržet ústavní termín pro konání voleb a hovořil o uspořádání voleb za pět až šest měsíců. Pierre Mamboundou z Gabonské lidové unie (UPG) prohlásil, že se připravuje státní převrat a dopředu jej odsoudil. Ministerstvo obrany popřelo existenci takového spiknutí.
Dne 6. července vláda požádala Ústavní soud, aby odložil volby po uplynutí zákonné lhůty, ačkoliv v žádosti nespecifikovala přesnou délku prodlení. Soud konstatoval, že příprava a organizace Bongova pohřbu, který se konal v červnu zabrala potřebný čas na přípravu voleb a 8. července rozhodl, že zpoždění konání voleb je přijatelné z důvodu vyšší moci, avšak uvedl, že by se volby měly konat nejpozději 6. září. Dne 15. července bylo oznámeno, že Autonomní a stálá národní volební komise navrhla vládě, aby se volby konaly 30. srpna. Kandidáti tak museli předložit své nominace od 17. do 22. července a termín zahájení volební kampaně byl stanoven na 15. srpna. Dne 16. července vláda tato data oficiálně schválila.
Jean Eyeghé Ndong 17. července odstoupil z funkce předsedy vlády a Rogombé okamžitě téhož dne jmenovala novým premiérem Paula Biyonghé Mbu, člena PDG, který v té době zastával funkci ministra zemědělství. Složení nové vlády bylo oznámeno 22. července. V nové vládě byli i dva kandidáti na prezidenta, Ali Bongo Ondimba a Pierre-Claver Maganga Moussavou.
Ministryně komunikace, Laure Olga Gondjout, obhajovala zařazení dvou kandidátů do vlády s tím, že tuto skutečnost nezakazoval žádný zákon. Řekla, že Maganga Moussavou zůstal ve vládě jako ministr pro technické vzdělávání, protože pro něho bylo důležité pokračovat ve své práci v oblasti školství v době, kdy se konaly zkoušky studentů. Paul Mba Abessole kritizoval působení obou kandidátů ve vládě a vyzval je k rezignaci. UGDD s kritikou souhlasila s tím, že působení obou kandidátů ve vládě „zpochybňuje rovné zacházení s kandidáty a nestrannost státu jež je očekávanou během volební kampaně“. Pierre-André Kombila z Národního shromáždění dřevorubců (RNB) uvedl, že Paul Biyoghé Mba má jediný úkol, a to „zajistit vítězství vybraného kandidáta“ a měl by proto i se svou vládou rezignovat.
Dne 27. července osm kandidátů vyzvalo oba členy vlády k rezignaci. Jules-Aristide Bourdes-Ogouliguende tuto situaci popsal jako nepřijatelnou, vyjádřil své znepokojení nad mocí, kterou měl Bongo jakožto ministr obrany a obával se, že by tuto moc mohl použít k ovlivnění voleb. Generální tajemník PDG Faustin Boukoubi dne 29. července prohlásil, že požadavky na rezignaci obou ministrů nebyly založeny na žádném „právním předpokladu“. Na základě kritiky oznámil Maganga Mousouvou, že dne 14. srpna na svou pozici ve vládě rezignuje a o to samé požádal i Bonga s tím, že pokud tak neučiní budou se zdát tvrzení opozice o ovlivňování voleb jako důvěryhodnější. Opoziční skupina Vlastenecké sjednocené síly (FPU) oznámila 29. července, že podporují kandidaturu Casimira Oyé-Mby. Popsali jej jako „muže bezúhonosti, míru a zkušeností“.
Dne 7. srpna propukly v Libreville násilné demonstrace, při nichž demonstranti požadovali odstoupení Bonga z vlády. Již předtím gabonské úřady pochod zakázaly. Demonstrací se účastnilo na 10000 lidí. Demonstranti házeli po policii kameny a ta proti nim použila slzný plyn. Pochodu se údajně zúčastnilo několik kandidátů na prezidenta, jmenovitě Mamboudnou, Mba Abessole, Myboto, Bourdes-Ogouliguende, Oyé-Mba, Bengono Asi, Ayo Assayi a Bruno Ben Moubamba.
Dne 12. srpna se v Libreville setkala prozatímní prezidentka Rogombé s několika kandidáty, aby projednaly otázky kolem voleb. Na jednáních vlády byl přítomen i předseda vlády. Na setkání si kandidáti stěžovali na problémy spojené s volbami, včetně nespolehlivosti volebních seznamů. Následně jedenáct kandidátů oznámilo, že chtějí, aby byly volby odloženy a že předloží věc soudu. Předseda vlády k tomu uvedl, že odložení voleb není nutné, a že volební seznamy byly pečlivě zkontrolovány a že z nich bylo odstraněno více než sto tisíc duplicitních jmen. Opětovně také premiér zopakoval, že žádný zákon nenařizuje Bongovi, aby rezignoval ze své funkce ministra obrany a případná rezignace tak je pouze na jehoqwwwwww osobním rozhodnutí.

## Kandidáti
Období pro podávání přihlášek kandidátů do prezidentských voleb skončilo 22. července 2009. Do té doby volební komise obdržela přibližně třicet žádostí, což převyšovalo počet lidí, kteří veřejně oznámili svůj úmysl kandidovat. Současně měl být ukončen i termín pro zápis voličů, ale ten byl o 24 hodin prodloužen. Dne 23. července volební komise zveřejnila seznam kandidátů, kteří splnili podmínky kandidatury. Ayo Assayi, Eyeghé Ndong, Duboze Lasseni, Mba Abessole a Mehdi Teale z voleb dne 28. srpna odstoupili ve prospěch nezávislého kandidáta Andrého Mba Obameho. Casimir Oyé-Mba odstoupil v den voleb, 30. srpna, a seznam kandidátů se tak snížil na sedmnáct.

### Gabonská demokratická strana
První místopředseda Národního shromáždění Daniel Ona Ondo řekl dne 25. června francouzské rozhlasové stanici Radio France Internationale, že má v úmyslu usilovat o nominaci na prezidentskou kandidaturu za vládnoucí stranu PDG. Byl prvním, kdo potvrdil svůj úmysl ucházet se o nominaci, ačkoliv Jean Eyeghé Ndong a dlouholetý ministr Casimir Oyé-Mba již dříve naznačili, že by se mohli o nominaci také ucházet. I přesto že Ona Ondo uvedl, že má v úmysl kandidovat pouze pokud vyhraje v rámci své strany, svým veřejným vystoupením nedodržel pravidla strany o jednotě a disciplíně. Eyeghé Ndong již dříve vyjádřil svou obavu, že smrt Omara Bonga může vést k nebezpečnému oslabení stranické jednoty, pokud by jednotliví členové strany oznámili svou kandidaturu bez interní stranické shody.
Termínem pro podávání přihlášek ke kandidatuře v rámci PDG bylo 4. července. PDG následně oznámila, že se přihlásilo deset uchazečů. Z nichž klíčovými byli Bongův syn Ali Bongo Ondimba, který v té době zastával funkci ministra obrany a byl také místopředsedou PDG, premiér Jean Eyeghé Ndong, který byl také místopředsedou PDG a Casimir Oyé-Mba, který byl ministrem pro doly a ropu a Daniel Ona Ondo, který byl místopředsedou Národního shromáždění. Dále se o kandidaturu ucházela bývalá ministryně Christiane Bitougah, gynekolog Stéphane Iloko Boussiégui, novinář Thiery Kombila d'Argendieu, Santurel Mandoungou, bankéř Christian Raphael Gondjout a Sany Magwazeb.
Devět z deseti uchazečů o nominaci bylo na slyšení před Stálým výborem PDG dne 6. července 2009. Jediný kdo chyběl byl Christina Raphael Gondjout. Dne 7. července 2009 generální tajemník strany Faustin Boukoubi oznámil, že kvůli nepřítomnosti jednoho kandidáta a také z důvodu, že třicetidenní období smutku za Omara Bonga končí ve stejný den, nebude vyhlášen vítězný kandidát do prezidentských voleb 8. července jak bylo původně plánováno.
Oficiální nominace Aliho Bonga Ondimby byla oznámena na mimořádném sjezdu strany dne 19. července. Bongo Ondimba zdůraznil důležitost národní jednoty a slíbil bojovat proti korupci a „přerozdělit výsledky z ekonomického růstu“. Boukoubi Bonga popsal jako „nejdynamičtějšího kandidáta, který s největší pravděpodobní bude schopný provést potřebné změny“.

### Další politické strany
Politická strana Shromáždění pro Gabon (RPG), která byla součástí koalice Prezidentská většina, uspořádala 12. července 2009 v Libreville 11. mimořádný sjezd a jednomyslně si za svého kandidáta na prezidenta zvolila svého předsedu a místopředsedu vlády Paula Mbu Abessoleho. Okamžitě jej podpořily tři další strany Hnutí pro národní obnovu (MORENA) a Národní shromáždění dřevorubců (RNB), které byly součástí koalice Prezidentská většina, a také Strana rovných příležitostí (PEC) z opozice. RPG zdůraznila, že nemá v úmyslu opustit koalici, ale také že se Mba Abessole před volbami nevzdá ve prospěch kandidáta PDG. Dne 12. července nominovala svého kandidáta na prezidenta i další strana z koalice Prezidentská většina, Sociálně demokratická strana. Ta nominovala svého předsedu a vládního ministra Pierra-Clavera Magangu Moussavoua.
Dne 19. července označila koalice Aliance pro změnu za svého kandidáta Pierra Mamboundoua, který kandidoval již ve volbách v roce 1998 a 2005. Tato koalice zahrnovala kromě jeho vlastní strany Gabonské lidové unie (UPG), ještě Národní alianci stavitelů (ANB), Unii pro novou republiku (UPRN), Národní shromáždění dřevorubců (RNB) a Gabonskou socialistickou stranu (PSD).
Prezident Gabonské unie pro demokracii a rozvoj (UGDD) Zacharie Myboto oznámil 20. července, že bude kandidovat a v případě svého zvolení má v úmyslu v úřadu setrvat pouze jedno volební období. Viceprezident země a předseda Demokratické a republikánské aliance (ADERE) Didjob Divungi Di Ndigne dne 21. července oznámil, že ve volbách kandidovat nebude.

### Nezávislí
Bývalá senátorka za PDG Victoire Lasseni Duboze dne 7. července oznámila, že bude kandidovat jako nezávislá kandidátka. Jean Eyeghé Ndong, který neuspěl při nominaci v rámci PDG, dne 17. července oznámil, že rezignuje na funkci předsedy vlády a bude kandidovat jako nezávislý kandidát. Eyeghé Ndong uvedl, že se k tomuto kroku odhodlal, protože neexistoval ve straně konsensus na nominaci Bonga. Další z neúspěšných kandidátů v rámci PDG, Casimir Oyé-Mba, oznámil svou kandidaturu 21. července. I on zpochybnil okolnosti Bongovy nominace a do voleb šel jako nezávislý kandidát.
Dne 17. července oznámil ministr pro vládní koordinaci André Mba Obame, že bude kandidovat v prezidentských volbách. Podle svých slov byl připraven stát se prezidentem po pětadvaceti letech strávených po boku zesnulého prezidenta.

## Volební kampaň
Ve své zprávě národu dne 14. srpna 2009 těsně před začátkem volební kampaně, vyzvala prozatímní prezidenta Rogombé ke klidu a také k tomu, aby byli kandidáti „hodni“ hlasů, které obdrží. Také oznámila, že dva kandidáti, kteří stále zastávali vládní funkce, budou ve vládě nahrazeni tak, aby měli všichni kandidáti ve volbách stejné výchozí podmínky, čímž bude splněn klíčový požadavek opozice. Dne 15. srpna oznámil premiér Paul Biyoghé Mba, že ministr vnitra Jean-François Ndongou dočasně převezme Bongovu funkci ministra obrany, zatímco ministr pro městské a regionální plánování a řemesla Norbert Diramba nahradí ve funkci Magangu Moussavoua.
Opoziční Aliance pro změnu a obnovu, která za svého kandidáta nominovala Mamboundoua, na začátku své kampaně prohlásila, že další kandidáti jsou v koalici vítání a není pozdě se přidat. Dne 15. srpna oznámili čtyři menší kandidáti, Mauro Nguema, Jean Ntoutoume Ngoua, Claudine Ayo Assayi a Marcel Ntchoreret, že by byli ochotní odstoupit ve prospěch jediného kandidáta opozice. Mezitím nezávislý kandidát Bruno Ben Moubamba zahájil hladovku požadujíc odložení voleb.
Mamboundou 20. srpna uvedl, že Gabon nepotřebuje senát a on bude usilovat o jeho zrušení v referendu, v případě že bude zvolen. Bongo 21. srpna ve svém projevu v Port-Gentilu odsoudil kritiku režimu svého otce a řekl, že tito kritici si v předchozích letech žili dobře, ale po jeho smrti začali tvrdit, že v té době „trpěli“. Označil je tak za „prolhané nevděčné zrádce“. Moubambův zdravotní stav se při pokračující hladovce před Národním shromážděním dne 22. srpna natolik zhoršil, že omdlel a byl nedobrovolně hospitalizován pracovníky jeho štábu.
V rozhovoru pro Radio France Internationale Myboto zopakoval 24. srpna svůj slib, že bude sloužit pouze jedno volební období v případě, že vyhraje volby. Chtěl v té době uvést „Gabon na správnou cestu“, a poté by předal štafetu „řádně zvolenému a důvěryhodnému nástupci“. Myboto také chtěl reformovat ústavu, aby bylo možné zvolení do funkce prezidenta pouze dvakrát. Ve stejném rozhovoru vyjádřil vážné pochybnosti o spravedlnosti voleb s tím, že volební seznamy byly nehodnověrné, přesto se vyjádřil že je užitečné se voleb účastnit, tak aby bylo „všemožně zabráněno monarchii“.
Během volební kampaně měl Bongo i další klíčoví kandidáti tendenci zdůrazňovat důležitost lepší správy bohatství země, včetně přerozdělování těchto prostředků. Například Oyé-Mba kritizoval nerovnoměrné bohatství mezi lidmi v Gabonu, kdy šedesát procent Gabonců žilo pod hranicí minimálního příjmu a z bohatství země těžila pouze dvě procenta jeho obyvatel. Eyeghé Ndong ostře kritizoval Bongův systém a prohlásil, že lidé chtějí „novou správu věcí veřejných a ukončení zpronevěry veřejných prostředků a nedovoleného obohacování“.
Zpravodajská agentura Agence France-Presse označila Bonga za favorita voleb, protože byl kandidátem nejmocnější a nejstabilnější politické strany v Gabonu a také měl k dispozici značné finanční prostředky na kampaň. Dne 25. srpna vyzval Eyeghé Ndong, aby se opoziční kandidáti spojili a podpořili jediného kandidáta, který by se ve volbách postavil Bongovi. Následně bylo 28. srpna oznámeno, že 11 kandidátů odstupuje a ve volbách podporuje Andrého Mbu Obameho. Někteří z těchto kandidátů však tuto zprávu okamžitě popřeli. Nakonec se za něho postavilo pět kandidátů, kteří stáhli svou vlastní kandidaturu. Byli jimi Mba Abessole, Eyeghé Ndong, Mehdi Teale, Claudine Ayo Assayi a Jean Ntoutoume Ngoua.

## Volební výsledky
Po uzavření hlasování dne 30. listopadu člen Mamboundouva štábu pohotově prohlásil, že je Mamboundou „daleko vpředu“ a vede v osmi z devíti gabonských provincií. Mamboundou hovořil o svých ekonomických plánech, jako by bylo jeho vítězství jisté. Stejně jako on brzy po volbách i André Mba Obame předpověděl své vlastní vítězství a řekl, že jeho vítězství „zastaví pouze zázrak“. Prohlásil že vede ve čtyřech provinciích, Mamboundou ve třech a Bongo pouze ve dvou.
Ali Bongo Ondimba dne 31. srpna oznámil, že podle jeho informací, jež obdržel z různých volebních obvodů, volby jednoznačně vyhrál. Odmítl tak tvrzení ostatních kandidátů o jejich vítězství. Ovšem i podle kandidáta UGDD Mybota hlasovala většina země pro změnu a Myboto vyzval státní instituce, včetně volební komise a Ústavního soudu, aby „respektovaly ústavu a vůli lidu“.
Předseda Autonomní a stálé volební komise Réné Aboghé Ella 31. srpna oznámil, že oficiální výsledky voleb by mohly být oznámeny do 2. září. Kritizoval také kandidáty za jejich předčasné přivlastnění si vítězství. Jak Mamboundou, tak Mba Obame vyjádřili své obavy, že volební komise a ministerstvo vnitra mohou vyhlásit podvodné výsledky voleb ve prospěch Aliho Bonga Ondimby. Příznivci Mamboundoua se shromáždili v sídle UPG v Awendje v Libreville, zatímco příznivci Mby Obameho se shromáždili u jeho domu. 2. září Mamboundou odsoudil průběh voleb, kdy řekl, že „neexistuje pouze možnost podvodu, ale že zde čistě a jednoduše o podvod jde. Gabonci nechtějí dynastii, stačilo jim dvaačtyřicet let vlády prezidenta Bonga“.
Oficiální výsledky voleb oznámené ministrem vnitra Ndongou dne 3. září 2009 přinesly vítězství Bongovi se ziskem 41,7 % hlasů, následovaným Mba Obamem a Mamboundouem. Toto vyhlášení výsledků okamžitě vyvolalo nepokoje. Francouzský konzulát v Port-Gentilu byl zapálen a demonstranti zaútočili i na kanceláře francouzských ropných společností Total a Schlumberger, stejně jako na vězení. Hněv demonstrantů namířený proti Francii byl dán historicky vřelým vztahem této země s režimem bývalého prezidenta Bonga a přesvědčením, že Francie pomohla zmanipulovat volby. Demonstranti skandovali i heslo „smrt bílým“ a francouzská vláda doporučila svým občanům žijícím v zemi, aby nevycházeli.
Výsledky vyhlášené ministrem byly okamžitě 4. září potvrzeny Ústavním soudem a Bongo byl potvrzen za vítěze voleb. Volební účast byla oficiálně stanovena na 44,24 %. Ve stejný den všichni kandidáti vyjma Bonga odsoudily oficiální volební výsledky jako zmanipulované.
Dne 12. října 2009 oznámil Ústavní soud výsledky přepočítávání hlasů. Znovu bylo potvrzeno vítězství Bonga, kdy se jeho výsledek v důsledku přepočítávání lehce zvýšil na 41,79 % hlasů. Jedna z nezávislých kandidátek Yvette Rekangalt tento rozsudek odmítla uznat s tím, že je Ústavní soud „jako šikmá věž v Pise, vždy nakloněn jedním směrem“.
| Kandidát                            | Politická strana                      | První kolo | První kolo |
| Kandidát                            | Politická strana                      | Hlasy      | %          |
| ----------------------------------- | ------------------------------------- | ---------- | ---------- |
| Ali Bongo Ondimba                   | Gabonská demokratická strana          | 141 952    | 41,73 %    |
| André Mba Obame                     | nezávislý                             | 88 026     | 25,88 %    |
| Pierre Mamboundou                   | Gabonská lidová unie                  | 85 797     | 25,22 %    |
| Zacharie Myboto                     | Gabonská unie pro demokracii a rozvoj | 13 418     | 3,94 %     |
| Casimir Oyé-Mba                     | nezávislý                             | 3 118      | 0,92 %     |
| Pierre Claver Maganga Moussavou     | Sociálně demokratická strana          | 2 576      | 0,76 %     |
| Bruno Ben Moubamba                  | nezávislý                             | 963        | 0,28 %     |
| Bruno Ngoussi Georges               | nezávislý                             | 915        | 0,27 %     |
| Jules-Aristide Bourdes-Ogouliguende | Kongres pro demokracii a spravedlnost | 695        | 0,20 %     |
| Albert Ondo Ossa                    | nezávislý                             | 674        | 0,20 %     |
| Yvette Ngwevilo Rekangalt           | nezávislý                             | 367        | 0,11 %     |
| Ernest Tomo                         | nezávislý                             | 308        | 0,09 %     |
| Victoire Lasseni Duboze             | nezávislý                             | 304        | 0,09 %     |
| Bienvenu Mauro Nguema               | Hnutí za národní obnovu – Unionisté   | 293        | 0,09 %     |
| Luc Bengono Nsi                     | Hnutí za národní obnovu               | 250        | 0,07 %     |
| Marcel Robert Tchoreret             | Omge kruh                             | 248        | 0,07 %     |
| Jena-Guy Kombeny                    | nezávislý                             | 152        | 0,04 %     |
| Bernard Oyama                       | nezávislý                             | 106        | 0,03 %     |
| Celkem                              | Celkem                                | 340 162    | 100 %      |
|                                     |                                       |            |            |
| Platných hlasů                      | Platných hlasů                        | 340 162    | 95,12 %    |
| Neplatných hlasů                    | Neplatných hlasů                      | 17 443     | 4,88 %     |
| Celkem hlasů                        | Celkem hlasů                          | 357 605    | 100 %      |
| Registrovaných voličů/volební účast | Registrovaných voličů/volební účast   | 807 402    | 44,29 %    |

## Situace po volbách
Navzdory vyhlášenému zákazu vycházení pokračovaly v Port-Gentilu ve dnech po vyhlášení výsledků voleb násilnosti. Podle zpráv došlo ke dvou úmrtím a Total evakuoval většinu svých zahraničních zaměstnanců do Libreville. Ali Bongo Ondimba dne 5. září navštívil fotbalové utkání mezi Kamerunem a Gabonem na stadionu Stade Omar Bongo v Libreville a poté promluvil v Radio France Internationale. Zdůraznil důležitost dosažení klidu a řekl, že jeho oponenti by měli v případě svých stížností usilovat o právní řešení. Ačkoliv demonstranti v ulicích zapalovali auta a stavěli barikády, bezpečnostní složky získaly do večera nad ulicemi kontrolu. Další násilnosti byly hlášeny i z Nkemba ležícího východně od Libreville. Gabonští studenti v Dakaru také zapálili gabonské velvyslanectví v této zemi.
V polovině září vyzvali vůdci opozice, aby lidé zůstali doma zahájili třídenní generální stávku, zatímco prozatímní prezidentka Rogombé vyzvala lidi, aby vůdce opozice ignorovali a pokračovali ve svém obvyklém životě. Stávka byla z velké části ignorována. Podle AFP se i příznivci opozice stávky neúčastnili z obavy o svou ekonomickou situaci.
Ústavnímu soudu bylo doručeno jedenáct žádostí o zrušení výsledku voleb. Dne 26. září bylo oznámeno, že Ústavní soud provede přepočítání hlasů. Podle předsedkyně soudu Marie-Madelaine Mborantsuo, tak mělo být učiněno „za přítomnosti soudních vykonavatelů jmenovaných žalobci“. Generální tajemník PDG Boukoubi prohlásil, že „volby proběhly otevřeně, a že ať by jejich výsledky byly přepočítávány jednou nebo stokrát, výsledky to nezmění“. Mborantsuo uvedl, že každá strana bude mít jednoho zástupce, který bude působit jako soudní vykonavatel. Opoziční strany to odmítly s tím, že chtějí mít každá dva zástupce a přepočítávání bojkotovaly. To započalo 30. září.
Bongo prohlásil, že byl a bude „prezidentem všech obyvatel Gabonu...vždy bude sloužit všem, bez rozdílu“. Dne 16. října Bongo složil prezidentskou přísahu za přítomnosti několika prezidentů afrických států. Na slavnostním ceremoniálu vyjádřil svůj závazek ke spravedlnosti a boji proti korupci a uvedl, že je třeba rychle jednat, aby „vrátil důvěru a podpořil vznik nové naděje“. Dotkl se také vládní filozofie svého otce, která spočívala v zachování stability prostřednictvím regionální, kmenové a politické rovnováhy při alokaci moci a zároveň zdůraznil že „dokonalost, kompetence a práce jsou ještě důležitější než geografické a politické úvahy“. Později téhož dne oznámil znovujmenování Paula Biyoghé Mby do funkce premiéra.
Složení nové vlády bylo oznámeno 17. října. Počet ministrů byl snížen na třicet, čímž byl splněn Bongův slib, o snížení vládních výdajů. Většinu vlády také tvořily nové politické tváře, přestože několik klíčových ministrů, jako ministr zahraničních věcí Paul Toungui, ministr vnitra Jean-François Ndongou a ministryně pro komunikaci Laure Olga Gondjout si své funkce udržely.